# Macarisia
Macarisia es un género de árboles tropicales con dos especies pertenecientes a la familia Rhizophoraceae.

## Taxonomía
Macarisia fue descrito por Louis Marie Aubert Du Petit-Thouars y publicado en Histoire des Végétaux Recueillis dans les Isles Australes d'Afrique 49, en el año 1806. La especie tipo es: Macarisia pyramidata Thouars. 

## Especies
A continuación se brinda un listado de las especies del género Macarisia aceptadas hasta febrero de 2012, ordenadas alfabéticamente. Para cada una se indica el nombre binomial seguido del autor, abreviado según las convenciones y usos:
- Macarisia lanceolata Baill.
- Macarisia pyramidata Thouars